# Thektogaster mirabilis
Thektogaster mirabilis är en stekelart som beskrevs av Huang 1990. Thektogaster mirabilis ingår i släktet Thektogaster och familjen puppglanssteklar. Inga underarter finns listade i Catalogue of Life.